# Турабов, Гасанага Саттар оглы
Гасанага (Гасан) Саттар оглы Турабов (азерб. Həsənağa Səttar oğlu Turabov; 24 марта 1938, Баку — 23 февраля 2003, там же) — азербайджанский и советский актёр театра и кино, режиссёр, Народный артист Азербайджанской ССР (1982), лауреат Государственной премии Азербайджанской ССР (1972).

## Биография
Родился 24 марта 1938 года в Баку. Он был первым ребёнком в семье. До него родилось несколько детей, но никто из них не выжил. Сына назвали в честь имама Хасана. Позже у него родился младший брат.
Дом будущего актёра был расположен возле «Аздрамы» (Азербайджанский государственный драматический театр) и отец часто отводил сыновей смотреть спектакли в театр. Они посещали все премьеры, но у будущего актёра любовь к этому виду искусства показывала себя ярче. С той поры у него появилось желание стать актёром. Ещё учась в школе, он начал ходить в театральные кружки. В школе был отличником.
После окончания средней школы № 18 поступил в Азербайджанский институт искусства и в 1960 году окончил по актёрской специальности. С этого же года работал в Азербайджанском национальном драматическом театре. В 1987—2001 годах работал на посту директора и художественного руководителя театра.
С первых же лет работы он проявил себя мастером лирико-психологического жанра и был незаменимым исполнителем главных ролей в произведениях мировых драматургов. Он обогатил азербайджанскую театральную сцену колоритностью и разнообразием исполняемых ролей. Персонажи, которых играл актёр, навсегда остались в памяти азербайджанских зрителей как одни из самых ярких.
Он был актёром драматического жанра. В созданных им  образах всегда присутствовала полноценность. Обычно исполнял роли первого плана. Работал с такими видными деятелями Азербайджанского театра как Агасадых Герайбейли, Исмаил Дагестанлы, Исмаил Османлы, Мехди Мамедов, Адиль Искендеров и другие.
Являлся также мастером дубляжа, дублировав как советских и азербайджанских актёров (если по каким-то причинам они не могли озвучивать своих героев), так и зарубежных. Являлся на протяжении многих лет главным голосом и визитной карточкой всех документальных сюжетов киножурнала Мозалан, ибо актёр в основном озвучивал документальные сюжеты киножурнала.

### Последние годы жизни
В 1997 году трагически погиб сын актёра, Дашгын Турабов, который исполнял обязанности полицейского. После случившегося, через два года у актёра произошёл обширный инфаркт миокарда. Врачи ему предлагали операцию по шунтированию, но шансы выжить врачи называли лишь 5%, актёр согласился и полетел в Иран. Через пять дней после операции актёр вернулся в Баку, но врачи ему категорически запрещали вставать. Последние четыре года своей жизни, актёр провёл в окружению родных и близких.
В 2002 году удостоен Персональной стипендии Президента Азербайджанской Республики.
Скончался 23 февраля 2003 года в Баку.

## Деятельность
Играл большую роль в развитии Азербайджанской кинематографии. Фильмы, в которых он исполнял главные роли, включены в золотой фонд отечественного кинематографа. Большой известностью пользуется фильм «Семеро сыновей моих», в котором он исполнил роль Герай-бека. Когда речь шла про эту роль, он всегда говорил: «это выбор режиссёра, я всегда делал то, что он говорил».
Преподавал в Азербайджанском государственном институте культуры и искусства.

## Фильмография

### Актёр
- 1966 — Почему ты молчишь? — майор милиции
- 1970 — Севиль
- 1970 — Семеро сыновей моих — Герай-бек
- 1971 — Последний перевал — Халил
- 1971 — День прошёл
- 1972 — Фламинго, розовая птица — Фазилов (озвучивал Нодар Шашик-оглы)
- 1972 — Я вырос у моря
- 1973 — Счастья вам, девочки! — Шамси
- 1973 — Попутный ветер — Бичерахов
- 1973 — Твой первый час
- 1974 — Мститель из Гянджабасара
- 1974 — По следам Чарвадаров
- 1974 — Четыре воскресенья
- 1975 — Выше только облака
- 1976 — Дервиш взрывает Париж
- 1976 — Сердце... сердце... — Мурад
- 1977 — Бухта радости — Али-заде
- 1978 — Прилетала сова
- 1978 — Чудак
- 1978 — Юбилей Данте
- 1978 — Я придумываю песню — Худаяр-киши
- 1979 — Бабек — Афшин
- 1979 — Допрос — Генерал
- 1980 — Хочу понять
- 1980 — Я ещё вернусь
- 1981 — Дополнительный след — Али
- 1981 — Золотая пропасть — Уста Багир
- 1981 — Не бойся, я с тобой — Джафар
- 1982 — Льдина в тёплом море
- 1982 — Низами
- 1982 — Шкатулка Исмаил Бека — Муса, «Опекун», вор-рецидивист
- 1983 — Парк — зав. промыслом
- 1984 — Воспоминание о гранатовом дереве
- 1984 — Легенда Серебряного озера — Агазеки
- 1984 — Сказка старого дуба
- 1985 — Пора седлать коней — Наби
- 1985 — Украли жениха
- 1986 — Городские косари
- 1986 — Окно печали
- 1986 — Сигнал с моря
- 1988 — Мужчина для молодой женщины — Рауф
- 1989 — Мерзавец
- 1990 — Не влезай, убьёт!
- 1990 — Свидетельница
- 1990 — Убийство в ночном поезде
- 1991 — Вне
- 1992 — Тахмина — Дадаш
- 1998 — Семья
- 1999 — Как прекрасен этот мир

### Режиссёр
- 1984 — Воспоминание о гранатовом дереве
- 1985 — Пора седлать коней